# Alperstedt
Alperstedt település Németországban, azon belül Türingiában. Lakosainak száma 737 fő (2023. december 31.). Alperstedt Großrudestedt és Haßleben községekkel határos.

## Népesség
A település népességének változása:
| Lakosok száma | 697  | 752  | 751  | 746  | 755  | 737  |
|               | 2014 | 2017 | 2019 | 2021 | 2022 | 2023 |